# Межова
Межова́ — селище в Синельниківському районі Дніпропетровської області, Центр Межівської селищної громади. До 2020 року — адміністративний центр Межівського району Населення — 7050 осіб.

## Географічне розташування

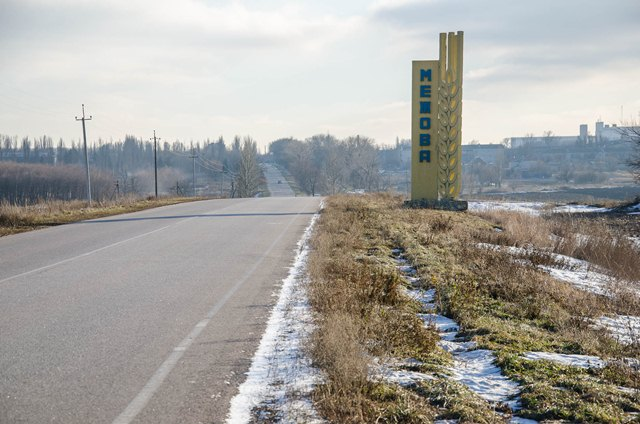
Знак на в'їзді до селища Межова

Селище Межова розташоване на сході області за 160 км від обласного центра, 120 км від районного центра та 80 км від Донецька, у степовій зоні біля витоків річки Кам'янка. Найближчі населені пункти:  села Запорізьке (0,5 км) та Новолозуватівка (1 км). Через селище пролягають автошляхи територіального значення Т 0406, Т 0428 та залізнична лінія Чаплине — Покровськ, на якій розташована однойменна станція.
В районі Межової починаються відроги Донецької височини, висота над рівнем моря у селищі — 170—180 метрів.

## Історія
Заселення місцевості на території сучасного селища почалося разом із будівництвом у 1884 році станції Межова на залізниці Юзівка — Катеринослав. У 1890-х роках XIX століття землі, що розташовані на північний захід від станції, почали заселятися вихідцями з села Слов'янки. Так виник хутір Новослов'янка. На північ від станції Межової, вихідці із села Підгородного заснували село Григорівку. На початку XX століття в селі виникли промислові підприємства, здебільшого з переробки сільськогосподарської сировини — два парові млини, олійниця, ливарня, шкіряна майстерня та завод по ремонту сільськогосподарських машин.
Станом на1913 рік в Григорівці налічувалося 193 домогосподарств та 1 191 мешканець, а у хуторі Новослов'янці проживало 412 осіб у 72 подвір'ях. У Григорівці працювали церковнопарафіяльна і земська школи.
У січні 1920 року Григорівку, Новослов'янку та станцію Межову захопили загони Червоної армії. На південь від станції переселилось ще декілька родин вихідців з Підгороднього. Вони заснували село Кам'янка. У 1923 році утворено Межівський район, центром якого стала Григорівка. На початку 1925 року загальна чисельність населення трьох сіл — Григорівки, Новослов'янки і Кам'янки складала 2 978 осіб. У Григорівці діяли дві школи — початкова і семирічна. В 30-х роках відкрито лікарню і 6 дитячих садків.
В ході колективізації у цих селах були створені колгоспи. Станом на 1929 рік у Григорівці діяв колгосп ім. Фрунзе, у Кам'янці — ім. Будьонного, а у Новослов'янці — ім. 15-річчя РСЧА. Всі вони на початок 1932 року контролювали усе їстівне, що дало змогу комуністам організувати Голодомор. У селі Григорівка за часів комуністичного терору народився Володимир Семичасний, шеф КДБ СРСР. Очолювана ним контора докладала зусилля для приховування злочинів Голодомору, хоча серед його родичів є загиблі від голодної смерті.
З 14 жовтня 1941 по 10 вересня 1943 року, під час німецько-радянської війни, селище було тимчасово окуповане німецько-фашистськими загарниками. Після війни відбулось укрупнення колгоспів — вони були об'єднані в один з центральною садибою у Григорівці.

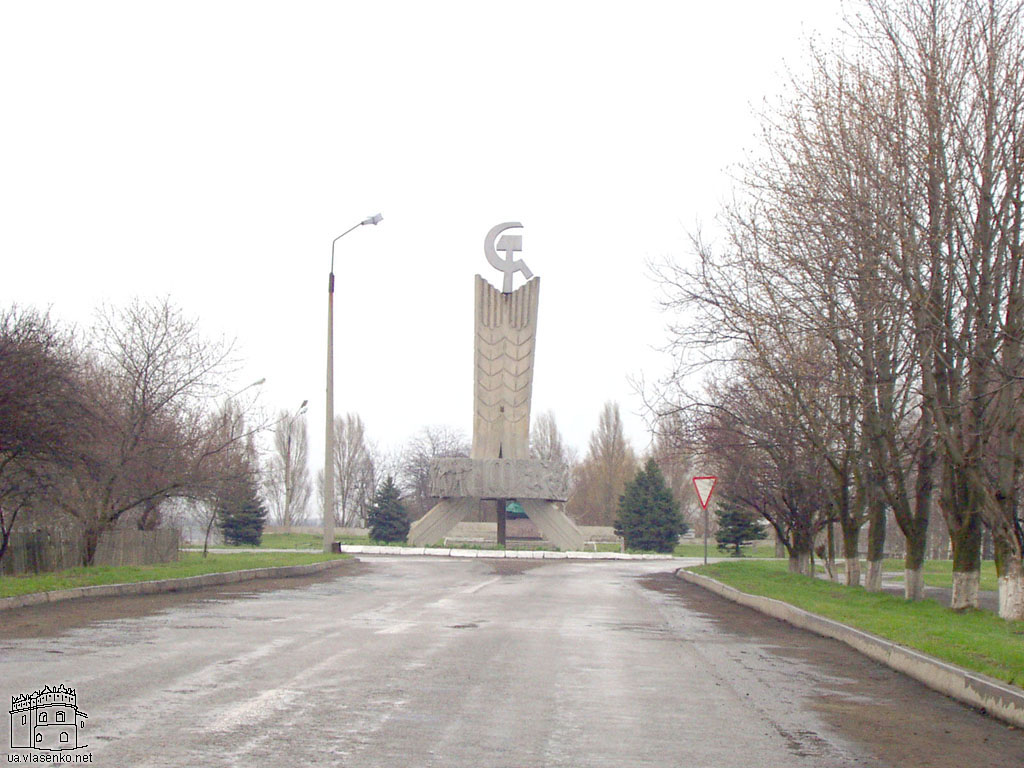
Пам'ятний знак з нагоди 100-річчя заснування Межової

У грудні 1957 року села Григорівка, Кам'янка і Новослов'янка об'єднані в один населений пункт — селище міського типу Межова.
14 лютого 2017 року, в ході децентралізації, утворена Межівська селищна територіальна громада.
19 липня 2020 року, в результаті адміністративно-територіальної реформи та ліквідації Межівського району, селище увійшло до складу новоутвореного Синельниківського району.
26 січня 2024 року в Україні набув чинності Закон № 3285-IX, який передбачає дерадянізацію адміністративно-територіального устрою України, селище міського типу Межова набуло статусу селища.
В ході повномасштабного російського вторгнення в Україну (з 2022) Межова регулярно зазнає обстрілів з боку російських окупантів із застосуванням КАБів, ударними БпЛА типу Шахед та РСЗВ. 13 липня 2025 року, вночі, окупанти атакували селище Межова, внаслідок влучань спалахнув дах та другий поверх будівлі одного з навчальних закладів, а також часткова знищена господарська споруда. Руйнування є на території одного з підприємств, понівечені приватний будинок, 2 комбайни та декілька автомобілей.
Вже 8 серпня, як повідомляється місцевими ЗМІ, через обстріли припинено роботу супермаркет "АТБ". З ним також зачинились "Аврора", "Єва" тощо.

## Населення

### Мова
Розподіл населення за рідною мовою за даними перепису 2001 року:
| Мова            | Кількість | Відсоток |
| --------------- | --------- | -------- |
| українська      | 7704      | 95,71 %  |
| російська       | 278       | 3,45 %   |
| білоруська      | 15        | 0,19 %   |
| вірменська      | 5         | 0,06 %   |
| румунська       | 2         | 0,03 %   |
| болгарська      | 1         | 0,01 %   |
| циганська       | 1         | 0,01 %   |
| інші/не вказали | 43        | 0,55 %   |
| Всього          | 8049      | 100 %    |

## Сучасність
Селище Межова є адміністративним центром Межівської селищної громади, в якому зосереджені органи виконавчої та судової влади, Межівська селищна рада, відділення підприємств газо- та електропостачання.

## Підприємства
- Межівський комбінат хлібопродуктів.
- Межівський сирзавод.
- ТОВ «Ренклод» — виробляє консервовану продукцію, олію, крупи.
- ТОВ «Межівське».
- ФГ «Маловічко».

## Соціальна сфера
- 2 загальноосвітні середні школи;
- аграрний ліцей-інтернат (колишня школа № 3);
- дитячо-юнацька спортивна школа;
- 3 дошкільних навчальних заклади;
- будинок творчості школярів;
- лікарня;
- будинок культури;
- історико-краєзнавчий музей.

Присутній пластунський рух, який налічує 15 чоловік і є повноцінними членами національної скаутської організації «Пласт». Існує об'єднання патріотів «УКРОП».

## ЗМІ
Видається газета «Межівський меридіан».

## Транспорт

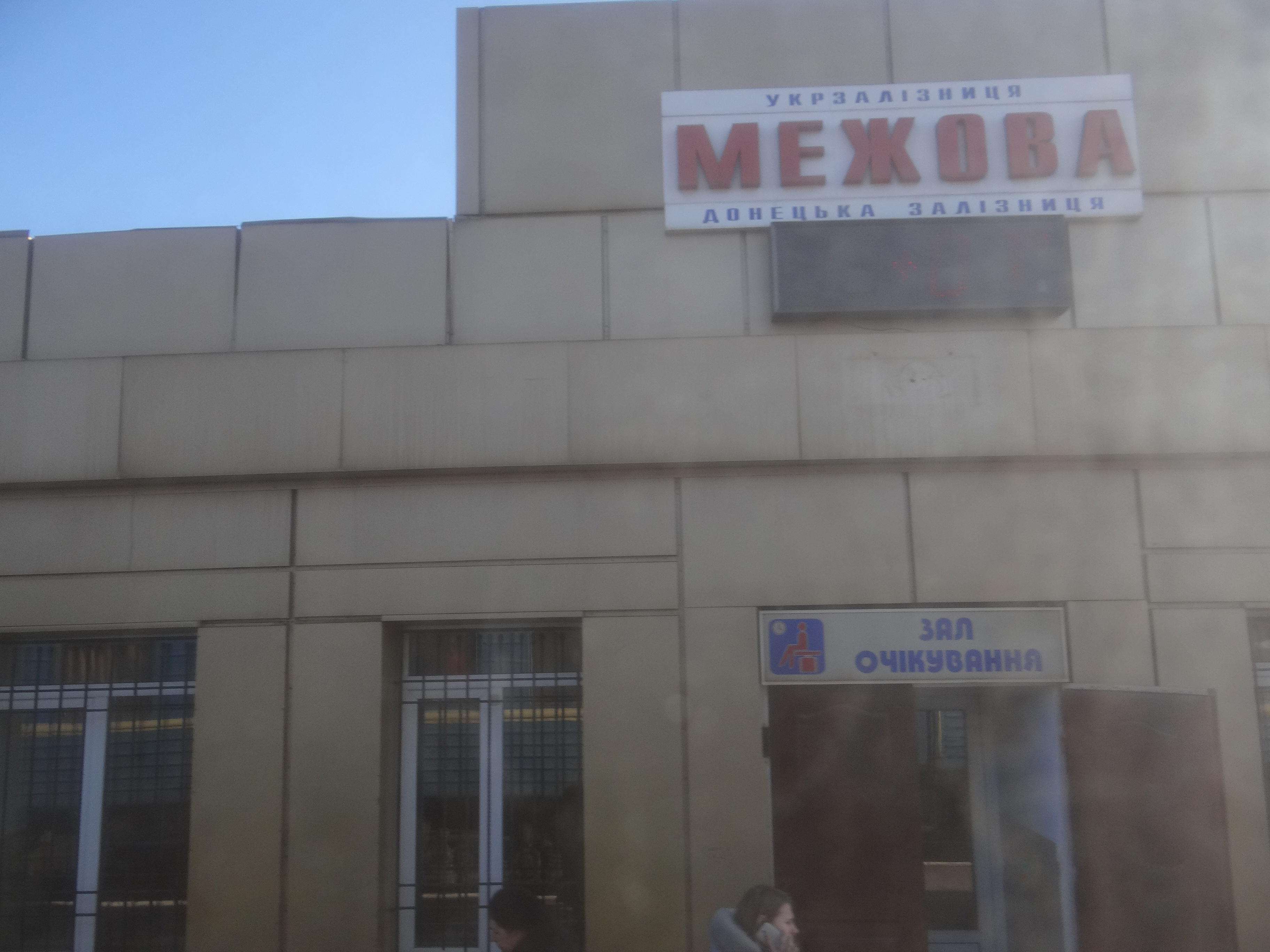
Вокзал станції Межова

Через Межову пролягають автошляхи територіального значення Т 0406 і Т 0428, діє автостанція. У Межовій знаходиться залізнична станція Межова Донецької залізниці на електрифікованій лінії Чаплине — Покровськ. У 2015 році призначений приміський електропоїзд сполученням Межова — Дніпро. До повномасштабного російського вторгнення курсували приміські електропоїзди сполученням Чаплине — Авдіївка.

## Відомі особи
Відомі уродженці
- Баранов Володимир Андрійович — доктор геологічних наук[9].
- Семичастний Володимир Юхимович — очільник КДБ СРСР, партійний та державний діяч СРСР та УРСР.
- Хавкін Оскар Григорович (1923—1985) — український архітектор.
- Наталя Володимирівна Федько — українська поетеса.
- Цвєтанська Євгенія Вадимівна — тележурналіст.
- Чабан Володимир Володимирович — генеральний директор «Укравтозапчастина».
- Яцура Людмила Олександрівна — учитель, поетеса.

Видатні працівники
- Білоус Катерина Захарівна — Заслужений вчитель України.
- Добжанська Ганна Михайлівна — Кавалер Ордена Леніна, Жовтневої революції та Червоного Трудового Прапора.
- Ковтун Андрій Олексійович — письменник, поет.
- Кулик Ігор Григорович — Заслужений механізатор України.
- Малинська Світлана Володимирівна — Лауреат Державної премії за внесок молоді у розбудову держави, Відмінник освіти.
- Неділько Меланія Іванівна — Заслужений працівник охорони здоров'я.
- Рак Михайло Минович — Заслужений механізатор України.
- Чистиченко Олександр Іванович — ім'я занесено до Золотої книги України.
- Хлібодарова Ірина — Чемпіонка України з пауерліфтингу, майстер спорту.
- Шеремет Любов Юхимівна — Заслужений працівник охорони здоров'я.

## Галерея

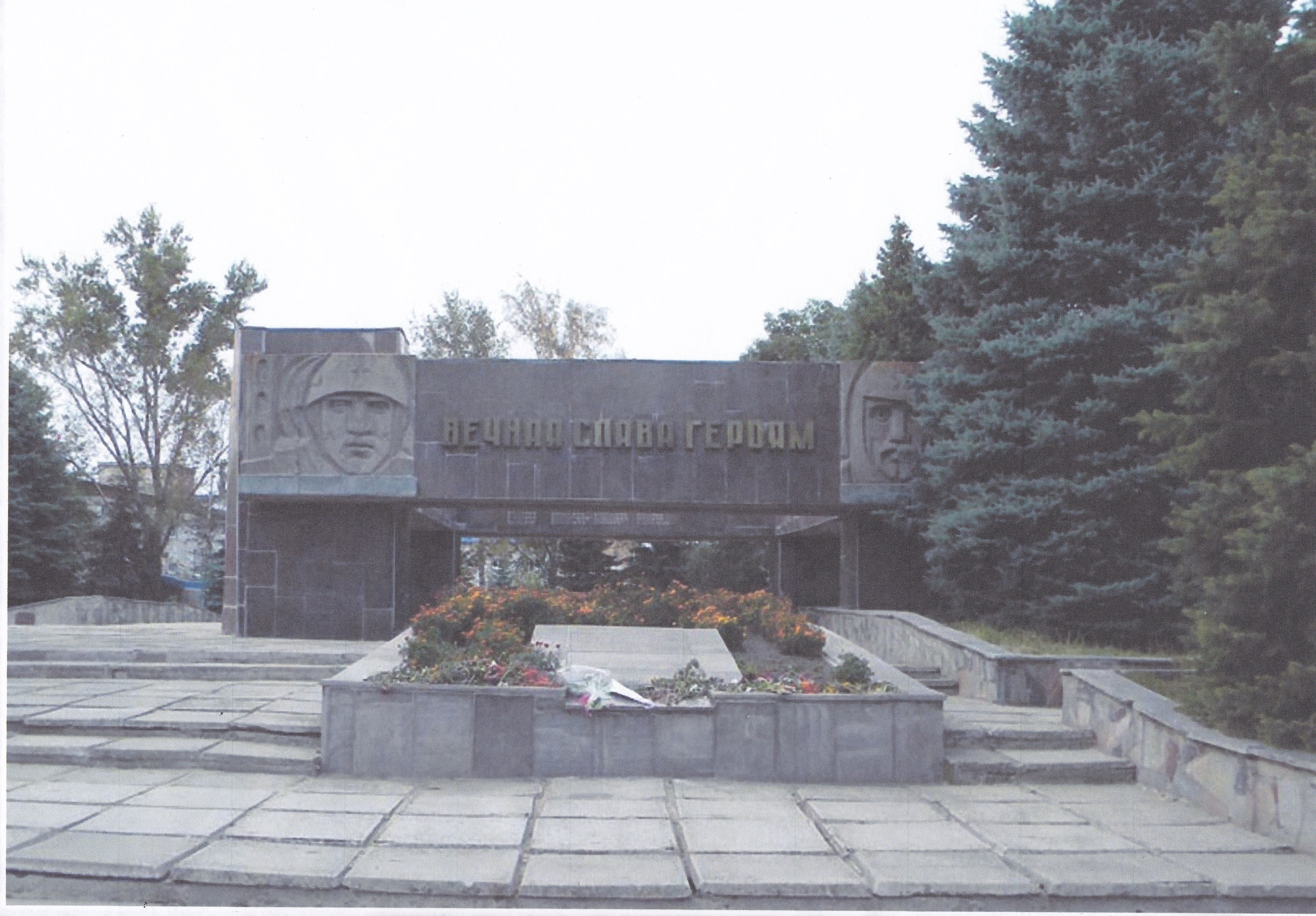
Меморіал на честь полеглих під час німецько-радянської війни
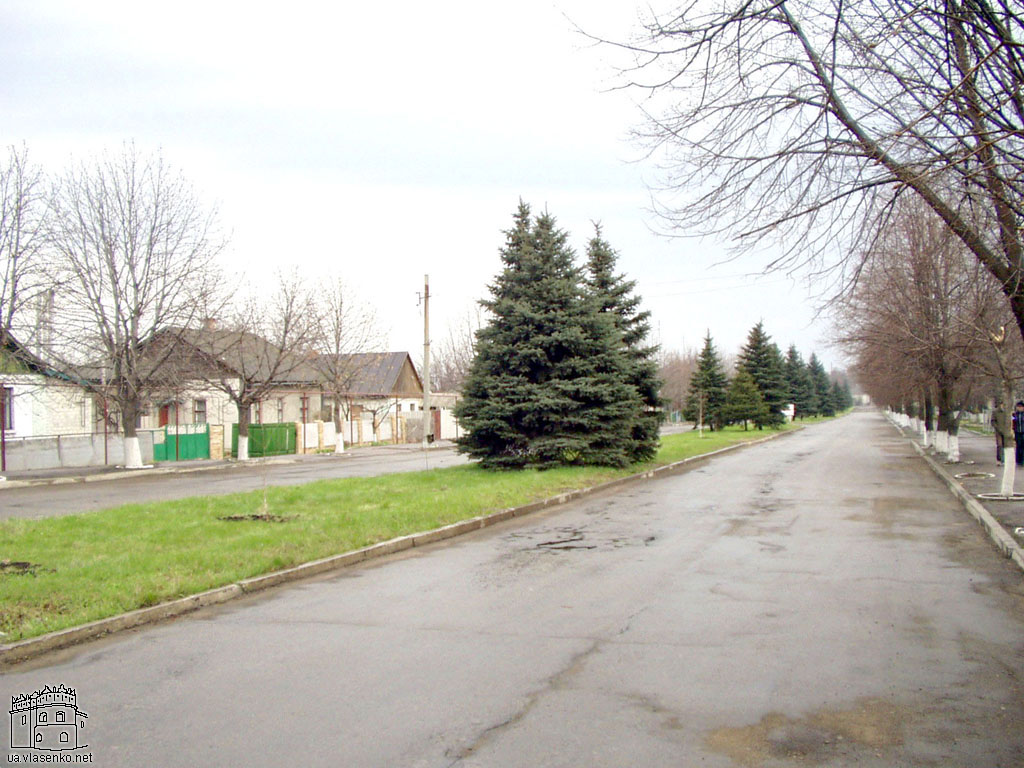
Одна з вулиць селища
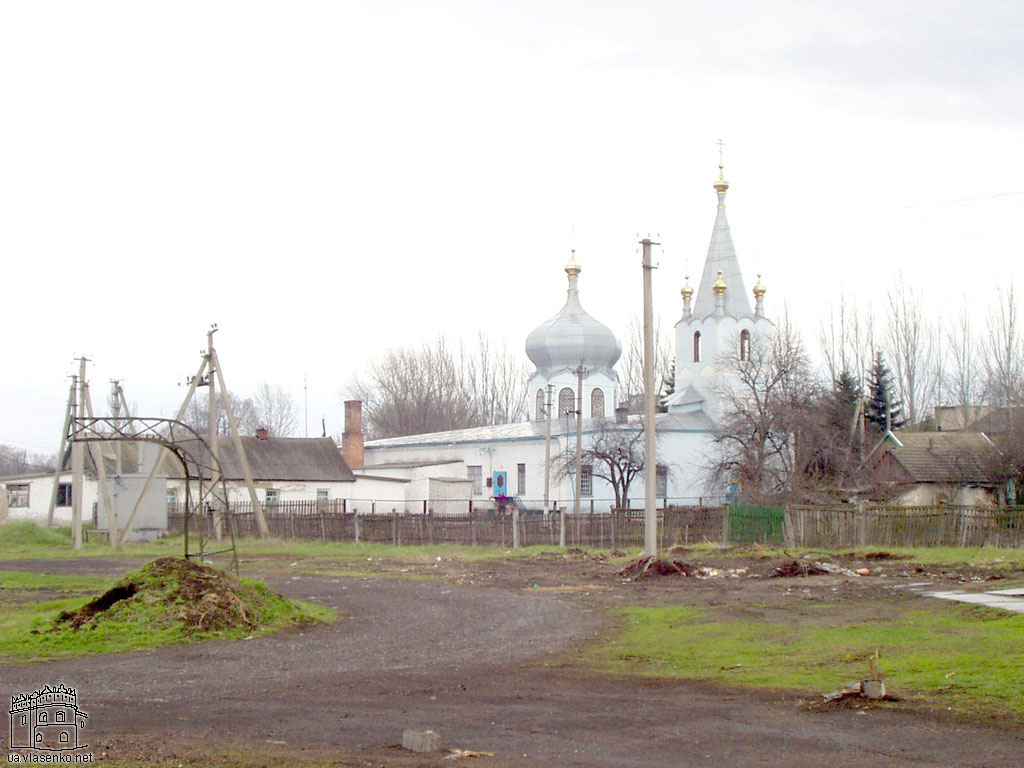
Церква
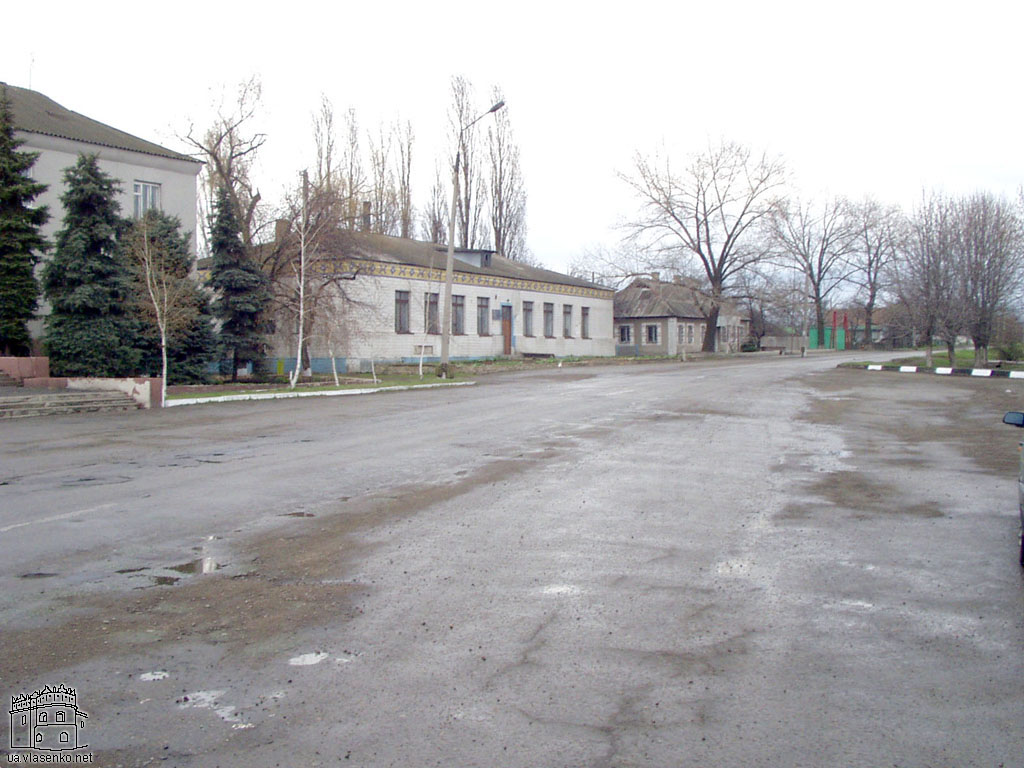
Центр селища
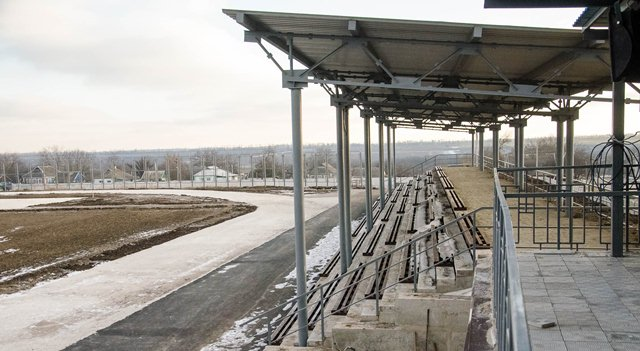
Стадіон «Колос»